# Eurycea guttolineata
Eurycea guttolineata — вид земноводних з роду Струмкова саламандра родини Безлегеневі саламандри.

## Розповсюдження
Вид широко поширений на південному сході США, де зустрічається у лісах, луках, заболочених місцях, прісних водоймах.